# Lehmisaari (ö i Södra Savolax, S:t Michel, lat 61,74, long 26,77)
Lehmisaari är en ö i Finland. Den ligger i sjön Puula och i kommunen Hirvensalmi i den ekonomiska regionen  S:t Michel och landskapet Södra Savolax, i den södra delen av landet, 200 km nordost om huvudstaden Helsingfors. Öns area är 48,8 hektar och dess största längd är 1,9 kilometer i nord-sydlig riktning.